# 假面騎士Wizard
《假面騎士Wizard》（原題：仮面ライダーウィザード）是日本東映公司在2012年推出的《假面騎士系列》的第14部平成系列特攝作品。於2012年（平成24年）9月2日至2013年（平成25年）9月29日，每週日早上08:00-08:30於朝日電視台播出，共53集。本作以「魔法」為主題，口號是「從絕望中拯救人們、給予希望」。
本作由宇都宮孝明總理，起用曾經參與《空我》並負責《響鬼》系列構成的きだつよし擔任主筆，也是香村純子首次涉足編劇騎士。相對近年作品，本作回到平成前期較為簡潔認真的風格，甚至意圖復刻昭和路線，可惜劇情方面被認為過於平淡無奇。
香港於2015年6月6日至2016年7月16日於每週六11:15-11:50由無線電視翡翠台雙語廣播粵語配音版及日語版，設有提供中文字幕，其中粵語配音版可在每集播出後十四天內在網上經myTV重溫。
台灣東森綜合台直接跳過本作，後來木棉花國際於2018年取得相關劇場版的代理權，直到2021年7月2日起由中華電信MOD、Hami Video上架TV版，每週五更新。
中国大陆腾讯视频于2018年全集上架双语版本，後再外包给鸣鸽工作室重新制作字幕播出。

## 本作特色
- 首次採用魔法主題，節目標題 Wizard 意即「魔法使」(巫師)。
- 久違地不使用「假面騎士」作為稱呼。
- 相對近數年作品，回到平成前期簡潔認真的作風。企劃之初以復刻昭和騎士風格為目標，並且想以每話完結一個單元回為形式，但遭高層否決。
- 後段的登場的三騎（稻森真由／幪面超人Mage），因為玩具贊助商經費不足，未能按照原案設定個人姿態，改為量產騎士。
- 怪人全部採用西方神話的神鬼為藍本。
- 宇都宮孝明首任總製作人，香村純子首度擔綱假面騎士編劇。
- 主筆きだつよし曾經參與《假面騎士空我》，並負責《假面騎士響鬼》系列構成。本作某些風格的確令觀眾聯想起前兩者：警察協力對付怪人[2]、使用最終形態打倒最終敵人[3]、形態上富含元素概念[4]。
- 時間線比起前三部作品提早了半年（即2012年3月）。
- 世界觀、時間概念與前作《假面騎士Fourze》相連[5]，之後於2017年上映的《假面騎士平成Generations FINAL Build & EX-AID with 傳說騎士》得知《W》至《EX-AID》實为同一世界觀[6]。
- 本作正篇故事完結過後，加插播放兩話圍繞歷代平成系列假面騎士與怪人集結的特別篇故事，以及續作《假面騎士鎧武》主角亦在特別篇中先行登場[7]，成為《平成假面騎士系列》中最多集數的作品[8]，擴展到2013年9月末才結束，續作延至2013年10月初啟播。

## 故事概要
半年前（2012年3月）日蝕的一天進行名為「魔宴（Shabbat）」儀式，從而誕生出魔物「魅影（Phantom）」肆虐。
本作主角操真晴人在此儀式中生還，如謎一般的白色魔法使把變身系統Wizard Driver交付給他並變身成為假面騎士Wizard。
從此踏入守護人類及與魔物戰鬥的命運。

## 故事背景
鳥井坂
本作虛構的背景地點。位於東京附近。
鳥井坂警察署
為大門凜子隸屬工作的地方。
國家安全局總部
簡稱「國安」或「國家安全零課」。為木崎及後期大門凜子註任的地方。
流動車甜甜圈店舖「Hungry～」
甜甜圈店店長與甜甜圈店店員工作的地方。
一直以流動車形式經營。
不斷有新款式推出，可是操真晴人只愛店中的砂糖甜甜圈。
第51話店舖流動車被葛雷姆林毀壞後改以實體店鋪形式繼續經營。
於聯動劇場版《假面騎士×假面騎士 鎧武 & Wizard 天下決勝之戰國MOVIE大合戰》中再度重新以流動車的形式經營。
夕日電視台
奈良瞬平被地獄犬化身的節目主持人田島一夫邀請到這裡作現場直播，但真正目的是設計出陰謀令對方絕望。
松木庵
「Gate」之一松木昭造經營的和菓子屋。
因經營出現困難而面臨結業的危機。
燕子園
「Gate」之一的達郎童年時居住的孤兒院。為了聖誕節期間送禮物給在內的孩子們而打工賺錢。
涼泉學園
稻森真由及「Gate」之一的多香子上學的地方。
操真晴人曾經變裝潛入學園查探。
朝比奈考古學研究所
「Gate」之一的中本治工作的地方。
仁藤攻介因偶然看見新聞而親身拜候，以此事件中獲得Mirage Magnum及「Hyper」指環。
面影堂
由輪島繁經營的古董店，經常留內製造魔法指環。亦是操真晴人與曆現時居住之地方。
多次帶來受保護的「Gate」到此地暫避。
於《劇場版 假面騎士Wizard in Magic Land》在魔法王國的世界裡，成為了經營販賣魔法指環的商店。
魔寶石世界
魔寶石之中所存在的世界，阿瑪達姆為該世界的支配者。
在魔寶石的世界，到了一定歲數就會變成怪人，但也有不會變成怪人的人，少年少女與其相處久了後，漸漸對於變成怪人一事感到恐懼，想要逃脫出這個世界，不希望變成怪人，而阿瑪達姆一直想向封印自己的現實世界復仇但不成功。

## 用語
魔法使
原文：
本作以此名稱來稱呼假面騎士，或被稱為「戴戒指的魔法使」。
目前已知成為魔法使分為三種途徑，首先以操真晴人（Wizard）、稻森真由（琥珀色Mage）、飯島讓（水藍色Mage）和山本昌宏（翠綠色Mage）為例子，擁有強大魔力的人類「Gate」絕望後誕生魅影卻因某些因素而無法令其實體化，寄宿存活於體内成為魔力的來源。
另一途徑以仁藤攻介（Beast）為例，用生命作代價的風險，借用封印於腰帶中魅影的力量使用魔法，但必須要定時消滅魅影後把其魔力作為餌食維生，被稱爲「古代魔法使」。
第三途徑以笛木奏（白色魔法使）為例，雖然自身並非「Gate」，但利用科學與魔法原理結合研製出人造魅影，寄宿於體内而得到魔力。
以上三者共同亦需要利用名為「魔寶石」的神秘礦物所製作的指環，作為媒介導引出魔法效果。
魔法指環（Wizard Ring）
原文：
魔法使的指環狀使用道具。由不可思議的礦物「魔寶石」所加工製成。
戴於左手上的指環可以改變型態及魔法屬性，右手的指環則可以發揮魔法效果的作用。
有關種類列表詳見「魔法指環（Wizard Ring）」
魅影（Phantom）
原文：
劇中除了幹部級魅影從「魔宴」中誕生之外，多半的魅影是由強大魔力之人類「Gate」轉變的負向魔力所產生。
魅影會通過某些手段使魔力強大的人類陷入絕望，其魔力可能會轉變為新的魅影於稱為「Underworld」的精神世界誕生後再在現實中實體化。
平常會化成宿主的外貌，和利用他在生前的記憶及身份於人類世界活動，但是縱然有著外形亦似乎五覺方面（例如味覺）和人類有所差異。
情感或意識上各自的個性都非常鮮明，與宿主生前的性格也是差天共地。行動亦以「Gate」陷入絕望為優先條件，即使碰上魔法使也不會作無謂的交鋒。
但如果宿主絕望失敗，體内未實體化的魅影就成爲魔力的來源，從而獲得成為魔法使的資格。
Gate
原文：
劇中擁有強大魔力的人類稱為「Gate」被盯上而誕生出新的魅影之宿主。
如宿主在「Underworld」內誕生的魅影成功衝出現實中實體化後，最終會在絕望的狀態下死亡。
在魅影尚未實體化情況下被消滅，宿主可避免死亡並不會受到侵蝕，但是會失去原本具有的魔力。
但如果宿主在絕望過程中因一絲希望而成功壓制體内魅影，宿主不但不會繼續被侵蝕，而且魔力可以保留，也因此可以獲得成爲魔法使的資格。
有關人物列表詳見「Gate」
魔宴（Shabbat）
原文：
笛木奏為了令使本已過世的曆體內的「賢者之石」注入大量魔力而復活，利用日蝕的力量收集大量作為祭品的「Gate」產生出的魔力而進行的儀式。
但是这儀式的副作用是会令「Gate」陷入絕望而誕生出大量魅影，而儀式最後誕生出來的魅影現正四處肆虐。
儀式中另一得著是從「Gate」當中，誕生出能夠成為魔法使的人，操真晴人就是從儀式中生還並獲得成為魔法使的資格。
過後曆雖然能夠復活，但儀式所收集的魔力不足以致效果不完全，因此計劃利用魔法使作為祭品去再次召開儀式而達至更佳效果。
其後笛木一面指派魅影尋找「Gate」使其陷入絕望，另一面望能從當中找上能夠壓制魅影於體内而得到魔法使條件的人。
其後以魔法使作主要支柱再次召開「魔宴」，這次更以全東京的居民當成祭品。但在進行過程中被仁藤攻介成功阻止而失敗告終。
Underworld
原文：
強大魔力人類「Gate」的精神世界，場景是由「Gate」最深刻的記憶所呈現出來，於聯動劇場版《假面騎士×假面騎士 Wizard & Fourze MOVIE大戰Ultimatum》中從賢者的口中揭露該世界的下層有一片“魔力之海”。
第30話得知雷吉翁為自由通往Underworld的魅影之一。
魔法使可以通過「Engage」指環進入宿主所屬精神世界消滅未實體化的魅影。
| Gate       | 情境                                                               | 話數   |
| ---------- | ------------------------------------------------------------------ | ------ |
| 大門凛子   | ：小時候與父親生活的鄉郊之地，有著晴朗的美麗而純樸特徵的田園風景。 | 第1話  |
| 奈良瞬平   | ：小時候常去的圖書館，愛看著名為《森林魔法使》的兒童書籍的情景。   | 第3話  |
| 操真晴人   | ：小時候因車禍而被送入的醫院，目送雙親離世的情景。                 | 第9話  |
| 片山直己   | ：家中的庭園，父親與木崎正在閒聊，以及自己在練習劍道的情景。       | 第11話 |
| 達郎       | ：在孤兒院「燕子園」接收聖誕禮物的情景。                           | 第16話 |
| 上村優     | ：鳥井坂市內。                                                     | 劇場版 |
| 及川博     | ：在家裡繪製妻子的肖像畫的情景。                                   | 第19話 |
| 稻森真由   | ：在家中與姊姊對話並受到鼓勵的情景。                               | 第27話 |
| 飯島讓     | ：小時候與倉田朱里在公園相遇的情景。                               | 第41話 |
| 西園寺雅文 | ：十年前從湖邊遇見曆時的情景。                                     | 第43話 |
| 椎名       | ：在家中贈送自己所製作的「Flower」指環給母親的情景。               | 劇場版 |
| 山本昌宏   | ：在家中的庭園與懷孕的妻子合照的情景。                             | 第47話 |
| 操真晴人   | ：主要是曆消失於人世的湖邊，以及過去所有情景。                     | 劇場版 |

賢者之石
「魔寶石」的一種。據說由中世紀時期開始流傳，是擁有能讓萬物變成黃金，甚至能夠顛覆生死的奇異石頭。
過去本來已去世的曆，利用「賢者之石」寄宿體內後起死回生，需要定時借助魔法使輸出的魔力維生。
葛雷姆林亦期望奪得並利用「賢者之石」的力量，企圖把變成魅影的自己回復成為人類。
於《劇場版 假面騎士Wizard in Magic Land》中奧瑪大臣也使用該「魔寶石」的力量，創造出了魔法王國的世界。

## 本作登場假面騎士

### 假面騎士Wizard
變身者：操真晴人（替身演員：高岩成二、杉口秀樹、CV：白石隼也）
原文：
使用魔法指環變身的假面騎士，劇中稱呼其為「魔法使」或「指環的魔法使」；於劇場版《假面騎士Fourze THE MOVIE 大家的宇宙來了!》先行登場。
纏繞的黑色魔法衣除具有防護功能外，能夠通過吸收敵方的魔力攻擊轉化作自己的力量，腰下的斗篷則可卸去外來的衝擊從而減輕自身傷害。
手腳腕部位的護甲則具有增幅魔力的作用

#### 變身模式
| 型態系列    | 型態名稱                        | 簡介 | 外觀                                                             | 能力 |
| Style 型式  | Flame Style 火焰型式            | 原文： 劇中的主要形態，利用「Flame」指環變身 身高:198cm 體重:90kg 拳擊力:約4.5t 踢擊力:7.3t 跳躍力:35m 跑力:100m/5秒              | 全身以黑色和紅色為主，面部魔宝石部位呈椭圆形。                   | 使用火系屬性魔法，攻速能力方面屬平均型 |
| Style 型式  | Water Style 流水型式            | 原文： 利用「Water」指環變身的形態 身高:198cm 體重:90kg 拳擊力:約4.1t 踢擊力:6.5t 跳躍力:30m 跑力:100m/4.7秒                      | 全身以黑色和藍色為主，魔寶石部位呈菱形                           | 使用水系屬性魔法，以行雲流水般的連擊及以柔制剛的戰鬥模式                                                                                            |
| Style 型式  | Hurricane Style 颶風型式        | 原文： 利用「Hurricane」指環變身的形態 身高:198cm 體重:90kg 拳擊力:約3.7t 踢擊力:6.1t 跳躍力:40m 跑力:100m/4.2秒                  | 全身以黑色和綠色為主，魔寶石部位呈三角形                         | 使用風系屬性魔法，擁有良好的運動能力，可輕易跳躍或停留於低空中戰鬥，有利於面對複數的敵人                                                            |
| Style 型式  | Land Style 土地型式             | 原文： 利用「Land」指環變身的形態 身高:198cm 體重:90kg 拳擊力:約4.9t 踢擊力:8.7t 跳躍力:28m 跑力:100m/5.9秒                       | 全身以黑色和黃色為主，魔寶石部位呈正方形                         | 使用土系屬性魔法，防禦及力量方面作出強化，適合近距離戰鬥                                                                                            |
| Style 型式  | Infinity Style 無限型式         | 原文： 利用「Infinity」指環變身的最終形態 身高:202cm 體重:96kg 拳擊力:約8.0t 踢擊力:11.3t 跳躍力:32m 跑力:100m/5秒(加速後 0.53秒) | 全身以銀灰色和銀藍色為主                                         | Wizardragon元素魔力結晶化，擁有極度堅硬物質的鎧甲及可控制時間流動並瞬間加速，能將魔力具體化成武器Axcalibur                                          |
| Dragon 龍   | Flame Dragon 火龍               | 原文： 利用「Flame Dragon」指環變身的形態 身高:205cm 體重:95kg 拳擊力:約6.7t 踢擊力:10.9t 跳躍力:35m 跑力:100m/5秒                | 全身魔法衣以紅色為主，魔寶石部位呈橢圓形，護盔及胸甲形狀猶如龍頭 | 使用與Wizardragon融合的火系屬性魔法，魔力和戰鬥力（與Flame Style比較）會有所提升 可以用「Special」指環解放Wizardragon頭部作戰鬥力                   |
| Dragon 龍   | Hurricane Dragon 風龍           | 原文： 利用「Hurricane Dragon」指環變身的形態 身高:205cm 體重:95kg 拳擊力:約5.0t 踢擊力:8.1t 跳躍力:42m 跑力:100m/4.2秒           | 全身魔法衣以綠色為主，魔寶石部位呈三角形，護盔及胸甲形狀猶如龍頭 | 使用與Wizardragon融合的風系屬性魔法，魔力和戰鬥力（與Hurricane Style比較）會有所提升 可以用「Special」指環解放Wizardragon翼部作戰鬥力並可在高空飛行 |
| Dragon 龍   | Water Dragon 水龍               | 原文： 利用「Water Dragon」指環變身的形態 身高:205cm 體重:95kg 拳擊力:約5.7t 踢擊力:8.4t 跳躍力:30m 跑力:100m/4.7秒               | 全身魔法衣以藍色為主，魔寶石部位呈菱形，護盔及胸甲形狀猶如龍頭   | 使用與Wizardragon融合的水系屬性魔法，魔力和戰鬥力（與Water Style比較）會有所提升 可以用「Special」指環解放Wizardragon尾部作戰鬥力                   |
| Dragon 龍   | Land Dragon 土龍                | 原文： 利用「Land Dragon」指環變身的形態 身高:205cm 體重:95kg 拳擊力:約7.4t 踢擊力:13.0t 跳躍力:25m 跑力:100m/5.9秒               | 全身魔法衣以黃色為主，魔寶石部位呈正方形，護盔及胸甲形狀猶如龍頭 | 使用與Wizardragon融合的土系屬性魔法，魔力和戰鬥力（與Land Style比較）會有所提升 可以用「Special」指環解放Wizardragon爪部作戰鬥力                    |
| Dragon 龍   | All Dragon 全龍                 | 原文： 利用魔法道具Drago Timer變身的形態 身高:205cm 體重:115kg 拳擊力:14.8t 踢擊力:26t 跳躍力:42m 跑力:100m/4.2秒                 | 基本與Special Rush相同                                           | 同時解放Wizardragon四個部位及融合四種元素魔力，戰鬥力強化約3倍                                                                                      |
| Dragon 龍   | Special Rush 特殊躍進           | 原文： 利用「Special Rush」指環解放後的形態                                                                                       | 解放的Wizardragon四個部位為鮮紅色                                | 更多 ： 假面騎士×假面騎士 Wizard & Fourze MOVIE大戰Ultimatum § 登場幪面超人/英雄                                                                    |
| Dragon 龍   | Infinity Dragon 無限龍          | 原文： 利用「Finish Strike」指環變身的形態                                                                                        | 基本與Infinity Style相同                                         | 更多 ： 劇場版 假面騎士Wizard in Magic Land § 登場幪面超人 / 其他皮套角色                                                                           |
| Dragon 龍   | Infinity Dragon Gold 黃金無限龍 | 原文： 利用「Finish Strike」指環變身的最強形態                                                                                    | 基本與Infinity Dragon相同及帶有金色                              | 更多 ： 假面騎士×假面騎士 鎧武 & Wizard 天下決勝之戰國MOVIE大合戰 § 登場假面騎士                                                                    |
| Mantle 披風 | Beast Mantle 野獸披風           | 原文： 利用「Falco」與「Buffa」指環變身的形態                                                                                     | Flame Dragon為基本，兩肩裝上Beast的魔法披風                      | 追加運用Beast的魔法力量 |

#### 輔助工具

##### 武器
- Wizarswordgun

原文：
有關另見：共通輔助工具
- Axcalibur（アックスカリバー）

Wizard Infinity Style劍斧兩用型的武器，由Wizardragon魔力具體化而成。
兩端分別接著劍身及刻有龍頭浮雕的梯形刀身，柄位上下均有把手可令武器分作劍或斧使用，轉換斧模式利用「Infinity」指環接觸把手處會發出「Turn on」的音效。
護手處裝有手型魔力解放裝置「Hand Author」，使用斧模式時按動則會發動必殺技Dragon Shining，音效為「High Touch！Shining Strike！Kira、Kira！Kira、Kira！」。如碰「Hand Author」5次音效為「High Touch！Plasma Shining Strike！Kira、Kira！Kira、Kira！」，必殺技模式亦會有所差異。

##### 道具
- Drago Timer

原文：
Wizard專用的腕套型魔法道具，與白色魔法使共同激發Wizardragon的力量至極限後精煉而成。
輪盤狀位置裝有指針「Drago Dial」，及徽板「Elemental Sign」內順時針起分別有紅、藍、綠、黃四種顏色圖示，顏色分別代表火、水、風、土四種魔法元素。
把輪盤扭動一周後發出「Setup」音效，再按動手型裝置的拇指位置開關後發出「Start」音效，接著輪盤連指針開始順時針自轉。
如果啟動時指針由徽板紅色位置轉到指向藍色時，再按下拇指開關後發出「Water Dragon」音效，此時會製造出Water Dragon形態的分身，同樣指向綠色位置按下會發出「Hurricane Dragon」音效後製造Hurricane Dragon形態的分身；指向黃色位置按下會發出「Land Dragon」音效後製造Land Dragon形態的分身，連本體合計最多同時共有4個形態個體。與過往利用「Copy」指環製造出的分身不同的是，各自都有獨立的意識去自主行動。
當輪盤轉到盡頭後會發出「Final Time」的待機音效，再按下拇指開關後發出「Dragon Formation（ドラゴンフォーメーション）」音效，各名個體會發動該形態的必殺技。
另外的使用形式是發出「Final Time」音效時放到Wizard Driver感應，發出「All Dragon！Please！（オールドラゴン！プリーズ！）」音效後四名形態個體會合而為一，變身成另一形態All Dragon。
魔力不足的狀態下使用會發出「Error」的音效。

##### 交通工具
- Machine Winger

原文：
Wizard的專用摩托車，另一作用為與Wizardragon合體並將其駕馭。
機車原型：本田CRF250L
全長：2195mm
全闊：815mm
全高：1225mm
座高：875mm
重量：162kg
最高時速：260km
最高功率：88.2kw
乘坐人數：2人

#### 戰力
- Wizardragon（CV：大友龍三郎／香港配音：梁偉德）

原文：
從操真晴人身上產生的魅影，現成為戰鬥中的戰力，原型為西方飛龍。
進入「Underworld」後，通過「Dragorise」指環召喚；如處於Dragon系列狀態下則可免除使用指環而直接召喚，但會變回基本形態（例如在Flame Dragon狀態下，召喚後會變成Flame Style）。反過來說，亦可在變成Dragon形態系列時重新與其合體。
跟其他未實體化的魅影不同，擁有語言能力和等同於人類的智慧，於第9話晴人試圖發動Flame Dragon指環數次不果後與之在「Underworld」進行對話，並對於將自己的力量被視為希望的想法感到詫異，也覺得很有趣，因此決定讓其任意使用自己的力量，但同時警告著越要借用力量便越會接近絕望。
如沒有利用Machine Winger將其駕馭而放任不管的話，便會一直暴走破壞「Underworld」企圖衝破至現實世界。直至與晴人達成協議後，第11話中再召喚它時才開始沒有暴走狀態出現。
第30話與Beast及奇美拉一同合作在晴人「Underworld」合力對抗雷吉翁，但也一度為了保護Beast被雷吉翁消滅；在第31話因晴人強大的信念將眼淚化成「Infinity」指環再度重新復活。
全長：7820mm
全闊：6480mm
全高：2950mm
重量：213kg
最高飛行時速：420km
- Winger Wizardragon

原文：
Machine Winger與Wizardragon合體後的形態。
如配合必殺技Strike Wizard，會變形至巨大龍爪形態Strike Phase一同發動。
全長：7820mm
全闊：9730mm
全高：2950mm
重量：375kg
最高飛行時速：850km

#### 必殺技
- Strike Wizard

原文：
本作的騎士踢，使用「Kick Strike」指環後發動。破壞力可達21t。
- Strike End

原文：
與Winger Wizardragon龍爪形態Strike Phase一同發動Strike Wizard，用作對付體型巨大的敵人。
- Slash Strike

原文：
Wizarswordgun劍模式的必殺技，與左手屬性指環發動。
- Shooting Strike

原文：
Wizarswordgun槍模式的必殺技，與左手屬性指環發動。
- Dragon Breath

原文：
Flame Dragon狀態時使用「Special」指環後發動。
胸部呈現Wizardragon頭部，放射出強力火焰將目標燃燒殆盡。
- Dragon Wing

原文：
Hurricane Dragon狀態時使用「Special」指環後發動。
背前呈現Wizardragon雙翼，能作飛空突擊目標及造出強烈龍捲風。
- Dragon Tail

原文：
Water Dragon狀態時使用「Special」指環後發動。
後腰下呈現Wizardragon尾巴，可大幅範圍掃蕩叩打目標，威力更可把大海一分為二。
- Dragon Claw

原文：
Land Dragon狀態時使用「Special」指環後發動。
雙手呈現Wizardragon爪手，能揮出光束斬裂目標。
- Dragon Formation

原文：
使用Drago Timer製造出Dragon系列形態的分身後共同發動各自的必殺技。
- Dragon Shining

原文：
Infinity Style狀態時使用武器Axcalibur斧模式發動。
把魔力化成巨大實體後再向目標劈下威力的一擊。
- Infinity End

原文：
此必殺技只出現在劇場版《劇場版 假面騎士Wizard in Magic Land》，使用「Finish Strike」指環後發動
Infinity Dragon狀態時使用，把體內的全部魔力集中，右腳呈現Wizardragon頭部踢出致命一擊。
- Double Fire Drill Kick

原文：
此必殺技只出現在劇場版《假面騎士×假面騎士 Wizard & Fourze MOVIE大戰Ultimatum》
Flame Style狀態時使用「Kick Strike」指環，與假面騎士Fourze Fire States共同使出的火屬性踢擊。
- 獸電Brave Strike End

原文：
此必殺技只出現在劇場版《假面騎士×超級戰隊×宇宙刑事 超級英雄大戰Z》
使用「Super Sentai」指環後，Wizardragon龍爪形態Strike Phase與強龍神一同發動Strike End。
- Copy Strike Wizard

使用「Copy」指環製造分身再配合「Kick Strike」指環發動Strike Wizard，向複數敵人踢出致命的一擊。
- Strike Wizard Drill

Land Style狀態時，使用「Kick Strike」指環發動Strike Wizard期間使用「Drill」指環後追加回轉能力，踢出貫穿敵人的一擊。
- Thunder

使用「Thunder」指環後發動。釋放強大威力的雷電對單體或複數目標施以致命一撃。
- Thunder Dragon Wing（雷電龍之飛翼）

「Thunder」指環再配合Hurricane Dragon狀態下使用「Special」指環解放雙翼後使出，向敵方周圍高速盤旋飛行後製造出龍捲風，讓敵人被困於雷雲內電殛而亡。
- Blizzard

使用「Blizzard」指環後發動。放出強大寒氣冰結敵人。
- Blizzard Dragon Tail（暴雪龍之尾巴）

「Blizzard」指環再配合Water Dragon狀態下使用「Special」指環解放尾部後使出，冰封敵人後再叩打成粉碎。
- Blizzard Slash Strike（暴雪突擊斬）

「Blizzard」指環再配合Wizarswordgun劍模式的必殺技Slash Strike使出，斬撃追加冰封的能力。
- Gravity

使用「Gravity」指環後發動。可自由控制目標範圍的重力力場，減輕重力使其懸浮空中，及增強重力使其壓向地面無法動彈。
- Connect Dragon Breath

「Connect」指環再配合Flame Dragon狀態使用「Special」指環解放頭部後使出Dragon Breath，攻擊會轉移至目標的另一死角方位作突襲。
- All Dragon Kick

All Dragon狀態下使出融合四種元素魔力的踢擊，威力足以令命中的目標轟出大氣層至宇宙。
- Plasma Dragon Shining

Infinity Style狀態時使用武器Axcalibur斧模式，按動魔力解放裝置「Hand Author」5次後發動。
隔空操縱並劈出連環迴旋攻擊。

### 假面騎士Beast
變身者：仁藤攻介（替身演員：渡邊淳、岡田和也、CV：永瀨匡）
原文：
本作第二號假面騎士，於聯動劇場版《假面騎士×假面騎士 Wizard & Fourze MOVIE大戰Ultimatum》中先行登場，本篇第17話正式登場。
別稱「古代魔法使」。
Beast是指野獸，是變身者使用多種野獸型態作為戰鬥體。借用古時封印在變身系統內的魅影Beast Chimera的力量運用魔法，及吞食其他魅影的魔力作為能源。
全身顏色以金色為主。魔法衣具有卸去衝擊減輕自身傷害的功效；手腳腕部位護甲的野獸雕刻具有增幅魔力用途。

#### 變身模式
| 型態名稱                        | 簡介 | 外觀                                                | 能力                                                           |
| 通常形態                        | 原文： Beast的主要形態 身高:198cm 體重:94kg 拳擊力:約5.3t 踢擊力:7.5t 跳躍力:31m 跑力:100m/4.6秒                   | 全身以黑色和金色為主                                | 依照原有的能力發揮                                             |
| Beast Hyper 極級野獸            | 原文： 利用「Hyper」指環變身的另一形態 身高:208cm 體重:99kg 拳擊力:約12.0t 踢擊力:20.3t 跳躍力:30m 跑力:100m/4.5秒 | 全身以藍色和金色為主                                | 完全引導Beast Chimera真正力量的強化形態，配合武器Mirage Magnum |
| Beast Wizard Style 野獸魔法型式 | 原文： 利用「Land Dragon」指環變身的另一形態                                                                       | 上半身與Beast相同；下半身為Wizard Land Dragon的造型 | 追加運用Wizard的魔法力量                                       |

#### 輔助工具

##### Mantle（披風）
使用魔法指環後裝著於右肩，寄宿野生動物力量魔法的披風。
| 名稱                       | 簡介                            | 外觀                         | 能力 |
| Falco Mantle 隼鳥披風      | 原文： 利用「Falco」指環變身    | 肩膀呈隼鳥頭部，以橙色為主   | 隼科力量的姿態。用作空中飛行，及可以使出強烈的風壓                                                                         |
| Chameleo Mantle 變色龍披風 | 原文： 利用「Chameleo」指環變身 | 肩膀呈變色龍頭部，以綠色為主 | 避役科力量的姿態。短時間內根據同化周圍的環境變換保護色達至隱身的效果。身手方面亦會變得敏銳，變色龍頭部的舌頭能作為鞭子使用 |
| Buffa Mantle 水牛披風      | 原文： 利用「Buffa」指環變身    | 肩膀呈水牛頭部，以深紅色為主 | 牛屬力量的姿態。強化肉體的爆發力及防禦力，以衝撞作為戰法。打擊地面可以產生衝擊波                                           |
| Dolphi Mantle 海豚披風     | 原文： 利用「Dolphi」指環變身   | 肩膀呈海豚頭部，以紫色為主   | 海豚力量的姿態。具解毒能力                                                                                                 |

##### 武器
- Dice Saber

原文：
Beast的主要武器。劍柄護手處兩則裝著可轉動的輪盤及指環插槽，中間有著的骰子「Beast Dice」會跟隨輪盤轉動。
轉動輪盤時再插上右手指環來發動必殺技，音效為「OO！XX！Saber Strike！」。（OO是骰子停留的點數，圍數一至六（ONE － SIX）；XX是插入的指環名稱）
- Mirage Magnum

原文：
Beast Hyper使用的手槍型武器，頂位裝著魔法鏡及指環插槽。插上「Hyper」指環後發動必殺技，而鏡面則會呈現出Beast Chimera的頭像，音效為「Hyper！Magnum Strike！」。

#### 戰力
- Beast Chimera（CV：西村知道）

原文：
原型為希臘神話中的魔獸奇美拉
原是封印在變身腰帶Beast Driver裏的魅影，現今已成為仁藤攻介的魔力來源。
和Wizardragon一樣，是較為特別的未實體化魅影，擁有言語能力以及人類般的智慧。
進入「Underworld」後，可通過「Chimerise」指環召喚成為戰力。
全長：3600mm
全闊：7100mm
全高：1900mm
重量：115kg
最高飛行時速：390km
最高時速：480km

#### 必殺技
- Saber Strike

原文：
利用佩劍Dice Saber發動的必殺技。
發揮正在裝備著的披風力量，射出化成該動物形相的魔力彈。
根據「Beast Dice」轉出之點數而決定發出魔力彈的數目，最大為六發。
然而亦帶有相關的風險，純粹只能靠運氣決定此招的殺傷力。當轉出點數為「一」時，只可使出一發魔力彈而導致威力大減，縱然如此亦可因應個人鬥志也能增幅一定程度的殺傷力（第33話為例）。
當Beast Hyper形態的時候，根據轉出的點數並射出四種動物形相（隼鳥、變色龍、水牛、海豚）的魔力彈。
- Shooting Mirage

原文：
Beast Hyper狀態時利用佩槍Mirage Magnum發動的必殺技。
通過映照在魔法鏡的Beast Chimera形相轉化成魔力彈發射。
- Kick Strike（突擊飛踢）

原文：
變身後的狀態利用「Beast」指環接上腰帶左面插槽後發動的必殺技。
貫注力量於腳上踢出致命一擊。

### 假面騎士Mage
變身者：稻森真由、飯島讓、山本昌宏（替身演員：藤田慧等、CV：中山繪梨奈、相馬眞太、川口真五）
原文：
全身顏色以琥珀色（水藍色或翠綠色）、淺棕色及黑色為主。變身腰帶與白色魔法使所使用的屬同一類型。左手裝備的巨爪「Scratch Nail」與魔法指環相連；手腳護甲具有增幅魔力用途；後腰下有著尾巴狀的武器「Dodge Tail」，具有探測出身處在後方敵人的功能；胸部的魔寶石可作儲蓄及變換魔力。
有關另見：共通輔助工具
身高:195cm
體重:80kg
拳擊力:約2.0t
踢擊力:3.2t
跳躍力:12m
跑力:100m/7秒
於《劇場版 假面騎士Wizard in Magic Land》中於魔法王國世界中登場的假面騎士Mage則由大門凜子、奈良瞬平、轮岛繁、甜甜圈店长和店员等人變身，能力值上亦有所差別。

#### 輔助工具

##### 變身腰帶
- 白色魔法使驅動器

原文： / Siroi Mahoutsukai Driver
有關另見：共通輔助工具

##### 武器
- Wizarswordgun

原文：
有關另見：共通輔助工具

### 假面骑士wiseman
變身者：笛木奏 ➡ 笛木曆美（替身演員：渡邊淳、CV：高階俊嗣、池田成志）
原文：
別稱「白色魔法使」（白い魔法使い），穿著外形如白色羽織造型魔法衣，腰下的斗篷則可卸去外來的衝擊從而減輕自身傷害。胸前繫上兩條裝備多個指環的束帶。
全身的護甲部份同樣由名為「Sorcerium」的魔法金屬製造。胸部的護甲內刻有魔法咒文以作強化魔法的威力；手腳腕部位的護甲可增幅釋出的魔力，護甲顏色因受到魔力影響而成為黑色。護盔的面部嵌上琥珀色魔寶石。
膝部護甲可吸收外來的衝擊，強度足可抵禦如時速200km行駛中汽車的衝力。

#### 變身模式
| 型態名稱 | 簡介 | 外觀                   | 能力                                                                                         |
| 通常形態 | 使用「Change」指環變身而成 身高：208cm 體重：85kg 拳擊力：約7.4t 踢擊力：9.3t 跳躍力：30m 跑力：100m/4.7秒 | 全身以白色和琥珀色為主 | 別稱「白色魔法使」，與Wizard使用同樣的魔法指環及魔法。 綜合力量與Wizard Infinity Style對等。 |

#### 輔助工具

##### 變身腰帶
- 白色魔法使驅動器

原文： / Siroi Mahoutsukai Driver
有關另見：共通輔助工具

##### 武器
- Hamel Cane

原文：
長劍與笛子融合的武器。劍身上有多個指環形状的按钮。

### 假面騎士Sorcerer
變身者：奧瑪大臣（替身演員：永德、CV：陣內孝則）

## 魔法指環（Wizard Ring）
| 英文名稱         | 日文名稱 | 中文名稱      | 配戴部位 | 隸屬者                                        | 類別           | 能力                                                         | 備註 |
| ---------------- | -------- | ------------- | -------- | --------------------------------------------- | -------------- | ------------------------------------------------------------ | --- |
| Flame            |          | 火焰          | 左手     | Wizard                                        | 變身           | 以火屬性魔法為攻擊模式                                       | Flame Style變身指環。變身成該形態時會發出「Flame！Please！Hi、Hi、HiHiHi」的音效。（Hi於日文代表火） （日文原文，中文意思）。 |
| Flame Dragon     |          | 火龍          | 左手     | Wizard                                        | 變身           | 與Wizardragon力量融合的火屬性模式                            | Flame Dragon變身指環。變身成該形態時會發出「Flame！Dragon！Bo、Bo、BoBoBo」的音效。（Bo於日文代表火燒的擬聲字） |
| Hurricane        |          | 颶風          | 左手     | Wizard                                        | 變身           | 以風屬性魔法為攻擊模式                                       | Hurricane Style變身指環。變身成該形態時會發出「Hurricane！Please！Fu、Fu、FuFuFuFu」的音效。（Fu於日文代表風） |
| Hurricane Dragon |          | 風龍          | 左手     | Wizard                                        | 變身           | 與Wizardragon力量融合的風屬性模式                            | Hurricane Dragon變身指環。變身成該形態時會發出「Hurricane！Dragon！Byu、Byu、ByuByuByuByu」的音效。（Byu於日文代表風飈的擬聲字） |
| Land             |          | 土地          | 左手     | Wizard                                        | 變身           | 以土屬性魔法為攻擊模式                                       | Land Style變身指環。變身成該形態時會發出「Land！Please！Do、Do、Do、DoDoDon、Don、DoDoDon」的音效。（Do於日文代表土） |
| Land Dragon      |          | 土龍          | 左手     | Wizard                                        | 變身           | 與Wizardragon力量融合的土屬性模式                            | Land Dragon變身指環。變身成該形態時會發出「Land！Dragon！Dan、Den、Don、ZuDoGon、Dan、DenDoGon」的音效。（Dan、Den、Don、Zu、Gon於日文代表地動山搖的擬聲字） |
| Water            |          | 流水          | 左手     | Wizard                                        | 變身           | 以水屬性魔法為攻擊模式                                       | Water Style變身指環。變身成該形態時會發出「Water！Please！Sui、Sui、Sui、Sui」的音效。（Sui於日文代表水） |
| Water Dragon     |          | 水龍          | 左手     | Wizard                                        | 變身           | 與Wizardragon力量融合的水屬性模式                            | Water Dragon變身指環。變身成該形態時會發出「Water！Dragon！JabaJaba、Banyan、Zabun、Zabun」的音效。（Jaba、Banyan、Zabun於日文代表水潑灑的擬聲字） |
| Infinity         |          | 無限          | 左手     | Wizard                                        | 變身           | Wizardragon魔力具象結晶化後的模式                            | Infinity Style變身指環。變身成該形態時會發出「Infinity！Please！Hi、Sui、Fu、Do！Bo、Jaba、Byu、DoGon！」的音效。 指環再於腰帶感應一次時發出「Infinity！」的音效後可改變時間流動而令自身加速移動（無需左右轉換） 於本篇最終話由操真晴人將該指環交給魔寶石世界的自己。 在聯動劇場版《假面騎士×假面騎士 鎧武 & Wizard 天下決勝之戰國MOVIE大合戰》中於“戰極時代”從武將家康身上再度獲得該指環。                                                                            |
| Beast            |          | 野獸          | 左手     | Beast                                         | 變身           | Beast變身指環                                                | 變身時會發出「L-I-O-N，LION」的音效。 以及使用此發動必殺技Kick Strike |
| Change           |          | 變化          | 左手     | 白色魔法使                                    | 變身           | 白色魔法使變身指環                                           | |
| Sorcerer         |          | 巫師          | 左手     | Sorcerer                                      | 變身           | Sorcerer變身指環                                             | 《劇場版 假面騎士Wizard in Magic Land》登場。 |
| Mage             |          | 法師          | 左手     | Mage                                          | 變身           | Mage變身指環                                                 | 指環隨著變身者而有不同的顏色，有琥珀色、水藍色或翠綠色 |
|                  |          | 驅動          | 右手     | Wizard / Beast / 白色魔法使 / Mage / Sorcerer | 魔法           | 召喚腰帶                                                     | 必先使用此才可召喚腰帶變身，指環不一但功用方面相同 |
| Connect          |          | 連接          | 右手     | Wizard / 白色魔法使/Mage                      | 魔法           | 製造空間連接別處傳送物件                                     | 亦可以將攻擊轉移至另一方位 |
| Small            |          | 縮小          | 右手     | Wizard                                        | 魔法           | 可把身體縮小                                                 | |
| Defend           |          | 防護          | 右手     | Wizard/Mage                                   | 魔法           | 利用魔力構成護壁作防禦                                       | 變身前：純粹無屬性的魔法陣結界 Flame Style：構成火屬性保護罩，可透過高熱熔化外來物體 Flame Dragon：由多個熔岩塊構成一道高熱石牆 Water Style：構成水屬性防護盾，盾可以自由移動，專用於對付敵方的火屬性魔法 Hurricane Dragon：利用強力龍捲風防護再把攻擊吹返給對方 Land Style：構成土屬性硬石板，可阻止敵方突如其來的衝擊 Mage使出時使用會發出的音效為「Barrier！（バリア）Now！」，能变出重晶石防护盾                                                                         |
| Kick Strike      |          | 突擊踢        | 右手     | Wizard / 白色魔法使 / Mega                    | 魔法           | 強化腳力                                                     | 發動必殺技Strike Wizard。指環音效為「Choiine！Kick Strike！Saiko！（チョーイイネ！キックストライク！最高！）」 白色魔法使及Mega使出時指環音效為「Yes！Kick Strike！Understand？（イエェス！キックストライク！アンダァスタン？！）」 |
| Engage           |          | 契約          | 右手     | Wizard / Beast                                | 魔法           | 能進入指環穿戴者的精神世界「Underworld」                     | Wizard及Beast兩者指環不一但功用方面相同 |
| Sleep            |          | 睡眠          | 右手     | Wizard                                        | 魔法           | 使指環穿戴者一時進入睡眠的狀態                               | |
| Big              |          | 巨大          | 右手     | Wizard/Mage                                   | 魔法           | 能使穿過魔法陣的物體巨大化                                   | 由Mage使用會發出的音效為「Giant！（ジャイアント！）Now！」 |
| Light            |          | 發光          | 右手     | Wizard                                        | 魔法           | 發出閃光                                                     | 戰鬥時可利用令敵人暫時陷入目盲 |
| Please           |          | 請求          | 右手     | Wizard                                        | 魔法           | 可把身上部分魔力分給指環穿戴者                               | 曆以此靠魔法使分配出的魔力維繫生命 |
| Liquid           |          | 液化          | 右手     | Wizard                                        | 魔法           | 身體化成液態                                                 | Water Style專用 |
| Bind             |          | 捆綁          | 右手     | Wizard/白色魔法使/Mage                        | 魔法           | 變出鎖鍊捆綁物體                                             | 可用作束縛敵人或繫上物件。鎖鍊构成会随着形态而有所变化 由白色魔法使及Mage使用會發出的音效為「Chain！（チェイン！）Now！」 |
| Copy             |          | 複製          | 右手     | Wizard/白色魔法使                             | 魔法           | 複製物體的數量                                               | Wizard使用在自己身上就能變出分身，但分身並不會各自行動，只會如鏡像般做出与本體相同的動作。如要製造一次以上分身，需要將Driver左右手轉換然後再感應，每次感應分身數目都以2倍計算。 （如當前有兩個分身，使用完Copy後會有四個分身） 白色魔法使使出该時指環音效為「Dupe！（ディープ！）Now！」，而且魔法效果與Wizard的不同的是每名分身可以各自行动 |
| Drill            |          | 鑽掘          | 右手     | Wizard                                        | 魔法           | 身體施展出如鑽頭般的高速回轉                                 | Land style專用，配合必殺技Strike Wizard使用更可強化穿透的威力 |
| Smell            |          | 氣味          | 右手     | Wizard                                        | 魔法           | 指環穿戴者身上發出強烈異味                                   | |
| Extend           |          | 延伸          | 右手     | Wizard                                        | 魔法           | 穿過魔法陣的物體如橡膠般伸縮彎曲                             | |
| Special          |          | 特殊          | 右手     | Wizard/白色魔法使/Mage                        | 魔法           | Wizardragon身體一部份具體化或力量解放                        | 指環音效為「Choiine！Special！Saiko！（チョーイイネ！スペシャル！最高！）」！）」 Flame Style：向目標作火焰噴射攻擊 Flame Dragon：頭部解放 Hurricane Dragon：翼部解放 Water Dragon：尾部解放 Land Dragon：爪部解放 白色魔法使及Mage使出時指環音效為「Yes！Special！Understand？（イエェス！スペシャル！アンダァスタン？！）」，而且魔法效果與Wizard的分別為用作解放火屬性攻擊 Mage使出時另一附加用途為解放尾巴狀武器「Dodge Tail」力量 |
| Thunder          |          | 雷電          | 右手     | Wizard/白色魔法使/Mage                        | 魔法           | 放出強力的雷電                                               | 「Hurricane」形態系列專用。指環音效為「Choiine！Thunder！Saiko！（チョーイイネ！サンダー！最高！）」 白色魔法使及Mage使出時指環音效為「Yes！Thunder！Understand？（イエェス！サンダー！アンダァスタン？！）」 |
| Blizzard         |          | 暴雪          | 右手     | Wizard/Mage                                   | 魔法           | 放出強大寒氣凍結目標                                         | 「Water」形態系列專用。指環音效為「Choiine！Blizzard！Saiko！（チョーイイネ！ブリザード！最高！）」 Mage使出時指環音效為「Yes！Blizzard！Understand？（イエェス！ブリザード！アンダァスタン？！）」 |
| Merry Christmas  |          | 聖誕快樂      | 右手     | Wizard                                        | 魔法           | 送上聖誕祝福                                                 | 第16話用作修復燒成灰燼的聖誕禮物，指環使用一次過後消失。 |
| Gravity          |          | 重力          | 右手     | Wizard/白色魔法使/Mage                        | 魔法           | 控制目標範圍的重力力場                                       | 「Land」形態系列專用。指環音效為「Choiine！Gravity！Saiko！（チョーイイネ！グラビティ！最高！）」 變身前一樣可以使用，音效為「Gravity！Please！」 白色魔法使及Mage使出時指環音效為「Yes！Gravity！Understand？（イエェス！グラビティ！アンダァスタン？！）」 |
| Dress up         |          | 裝著          | 右手     | Wizard                                        | 魔法           | 可隨意轉換衣著裝扮                                           | |
| Excite           |          | 激發          | 右手     | Wizard                                        | 魔法           | 能讓指環穿戴者筋肉強化，從而體型變得魁武力氣更大             | |
| Hope             |          | 希望          | 右手     | Wizard                                        | 魔法           | 帶有「賢者之石」的力量                                       | 由「賢者之石」加上對曆的思念所變化而成。 於聯動劇場版《假面騎士×假面騎士 鎧武 & Wizard 天下決勝之戰國MOVIE大合戰》中魔力實體化誕生出外形與曆相同的人類個體，及與「Chichinpuipui」指環力量產生共鳴後製造出另一名假面騎士Wizard實在個體 而在最後由晴人主動將指環交給位於自己“underworld ”的曆保管。 |
| Clear            |          | 通透          | 右手     | Wizard                                        | 魔法           | 通往異次元世界                                               | 第52話用作進入假面騎士龍騎身處的鏡世界之中 |
| Special Rush     |          | 特殊躍進      | 右手     | Wizard                                        | 魔法           | Wizardragon身體四個部份同時力量解放並具體化                  | 聯動劇場版《假面騎士×假面騎士 Wizard & Fourze MOVIE大戰Ultimatum》登場，由上村優/ 美少女假面Poitrine用盡最後的魔力製作而成，可說是強化版本的「Special」。 利用此轉變成另一形態Special Rush，變身成該形態時會發出「Special Rush！Please！Flame！Water！Hurricane！Land！」的音效 |
| Fall             |          | 掉落          | 右手     | Wizard                                        | 魔法           | 穿越阻隔之物                                                 | 聯動劇場版《假面騎士×假面騎士 Wizard & Fourze MOVIE大戰Ultimatum》中用來作穿越裝甲車裏到達三劍俠的異世界大本營，TV版第29話再度登場。 |
| Time             |          | 時間          | 右手     | Wizard                                        | 魔法           | 可使出時間跳躍穿梭過去或未來                                 | 聯動劇場版《假面騎士×假面騎士 Wizard & Fourze MOVIE大戰Ultimatum》登場，用作到達五年後的世界 |
| Miracle          |          | 奇蹟          | 右手     | Wizard                                        | 魔法           | 於現實世界召喚巨大化的Wizardragon                            | 於《假面騎士×超級戰隊×宇宙刑事 超級英雄大戰Z》登場 |
| Super Sentai     |          | 超級戰隊      | 右手     | Wizard                                        | 魔法           | Wizardragon與強龍神合體發動必殺技                            | 於《假面騎士×超級戰隊×宇宙刑事 超級英雄大戰Z》登場，用此發動必殺技獸電Brave Strike End。 |
| Dance            |          | 舞蹈          | 右手     | Wizard                                        | 魔法           | 帶有魔法的舞蹈                                               | 月刊雜誌《てれびくん》特別篇DVD故事登場。 |
| Finish Strike    |          | 突擊終結      | 右手     | Wizard                                        | 魔法           | 融合Infinity Style與Wizardragon身體四個部份同時具體解放      | 《劇場版 假面騎士Wizard in Magic Land》登場。 利用此轉變成另一形態Infinity Dragon在聯動劇場版《假面騎士×假面騎士 鎧武 & Wizard 天下決勝之戰國MOVIE大合戰》中利用此進化成最強形態Infinity Dragon Gold。 指環音效為「Choiine！Finish Strike！Saiko！（チョーイイネ！フィニッシュストライク！最高！）」 |
| Chichinpuipui    |          | Chichinpuipui | 右手     | Wizard                                        | 魔法           | 實際用途不明                                                 | 聯動劇場版《假面騎士×假面騎士 鎧武 & Wizard 天下決勝之戰國MOVIE大合戰》中由奈良瞬平製造，與「Hope」指環力量產生共鳴後製造出另一名假面騎士Wizard個體 |
| Fourze Engage    |          | Fourze契約    | 右手     | Fourze                                        | 魔法           | 假面騎士Fourze使用時能夠進入「Gate」的精神世界「Underworld」 | 聯動劇場版《假面騎士×假面騎士 Wizard & Fourze MOVIE大戰Ultimatum》由如月弦太郎配合天文裝置No.40 Cosmic Switch使用。 |
| Falco            |          | 隼鳥          | 右手     | Beast                                         | 魔法           | 造出強烈風壓及空中飛行                                       | 裝備Falco Mantle的指環。變身成該形態時會發出「Falco，Go！F-F-F-Falco」的音效。 由Wizard發動則會使身體分化成無數羽毛從而可穿透外來攻擊的效果，使用時會發出「Beast！Please！」的音效。 |
| Chameleo         |          | 變色龍        | 右手     | Beast                                         | 魔法           | 身手變得敏捷及可在短時間內隱身                               | 裝備Chameleo Mantle的指環。變身成該形態時會發出「Chameleo，Go！C-C-C-Chameleo」的音效。 |
| Dolphin          |          | 海豚          | 右手     | Beast                                         | 魔法           | 具解毒功效的治療能力                                         | 裝備Dolphin Mantle的指環。變身成該形態時會發出「Dolphin，Go！D-D-D-Dolphin」的音效。 由Wizard發動則會在陸地如海豚般水中潛行和跳躍突擊目標的效果，使用時會發出「Beast！Please！」的音效。 |
| Buffa            |          | 水牛          | 右手     | Beast                                         | 魔法           | 強化爆發力及防禦力                                           | 裝備Buffa Mantle的指環。變身成該形態時會發出「Buffa，Go！B-B-B-Buffa」的音效。 |
| Hyper            |          | 極級          | 右手     | Beast                                         | 魔法           | 發揮Beast Chimera真正力量從而進化                            | Beast Hyper變身指環。獅子口部部位可開合。變身成該形態時會發出「Hyper，Go！H-H-H-Hyper」的音效。 以及使用此發動必殺技Shooting Mirage |
| Explosion        |          | 爆炸          | 右手     | 白色魔法使/Mage                               | 魔法           | 放出壓縮後的小型亞空間引爆衝擊                               | |
| Teleport         |          | 瞬移          | 右手     | 白色魔法使/Mage/Wizard                        | 魔法           | 能作瞬間轉移                                                 | 可携帶其他人或物件一同轉移 |
| Eclipse          |          | 日蚀          | 右手     | 白色魔法使                                    | 魔法           | 強制引發日蝕                                                 | 第38話委託輪島繁製作出來；第49話利用引發日蝕進行第二次「魔宴」 |
| Holy             |          | 神聖          | 右手     | Mage                                          | 魔法           | 放出巨大力量的光波                                           | |
| Common           |          | 萬用          | 右手     | Mage                                          | 魔法           | 运用各种魔法                                                 | 《劇場版 假面騎士Wizard in Magic Land》登場。 |
| Flower           |          | 花卉          | 右手     | Mage/Wizard                                   | 魔法           | 吹出無數飛花                                                 | 《劇場版 假面騎士Wizard in Magic Land》登場。 |
| Create           |          | 創造          | 右手     | Sorcerer                                      | 魔法           | 改變整個世界的狀態                                           | 《劇場版 假面騎士Wizard in Magic Land》登場。 |
| Common           |          | 萬用          | 右手     | Sorcerer                                      | 魔法           | 运用各种魔法                                                 | 《劇場版 假面騎士Wizard in Magic Land》登場，各種形式魔法包括： 「Connect」：製造空間連接別處傳送物件 「Blast（ブラスト）」：放出強力的衝擊波 「Tornado（トルネード）」：放出的彩虹色龍捲風。 「Dupe」：製造多數分身 「Lightning（ライトニング）」：放出強大的雷電 「Reflect（リフレクト）」：折射反彈外來攻擊 「Heat（ヒート）」：全身釋放強度的熱力 「Explosion」：放出壓縮後的小型亞空間引爆衝擊 「Vanish Strike」：發出由魔力壓縮成的巨大能量球 Sorcerer使出時指環音效為「Yes！Vanish Strike！Understand？（イエェス！バニッシュストライク！アンダァスタン？！）」 |
| Final Strike     |          | 最終突擊      | 右手     | Sorcerer                                      | 魔法           | 把體內魔力全部集中一點施以突擊                               | 《劇場版 假面騎士Wizard in Magic Land》登場，用此發動必殺技Strike Sorcerer Sorcerer使出時指環音效為「Yes！Final Strike！Understand？（イエェス！ファイナルストライク！アンダァスタン？！）」 |
| Garuda           |          | 迦樓羅        | 右手     | Wizard                                        | 魔法（召喚系） | 召喚Red Garuda                                               | Red Garuda專用指環 |
| Unicorn          |          | 獨角獸        | 右手     | Wizard                                        | 魔法（召喚系） | 召喚Blue Unicorn                                             | Blue Unicorn專用指環 |
| Kraken           |          | 克拉肯        | 右手     | Wizard                                        | 魔法（召喚系） | 召喚Yellow Kraken                                            | Yellow Kraken專用指環 |
| Golem            |          | 魔像          | 右手     | Wizard                                        | 魔法（召喚系） | 召喚Violet Golem                                             | Violet Golem專用指環 |
| Dragorise        |          | 昇龍          | 右手     | Wizard                                        | 魔法（召喚系） | 召喚Wizardragon                                              | 精神世界「Underworld」中專用 |
| W Cyclone Joker  |          | W旋風王牌     | 右手     | Wizard                                        | 魔法（召喚系） | 召喚假面騎士W                                                | 聯動劇場版《假面騎士×假面騎士 Wizard & Fourze MOVIE大戰Ultimatum》登場，由假面騎士W變身者左翔太郎及菲利普的變化而成 |
| OOO Tatoba Combo |          | OOO鷹虎蝗聯組 | 右手     | Wizard                                        | 魔法（召喚系） | 召喚假面騎士OOO                                              | 聯動劇場版《假面騎士×假面騎士 Wizard & Fourze MOVIE大戰Ultimatum》登場，由假面騎士OOO變身者火野映司的變化而成 |
| Accel            |          | Accel         | 右手     | Wizard                                        | 魔法（召喚系） | 召喚假面騎士Accel                                            | 聯動劇場版《假面騎士×假面騎士 Wizard & Fourze MOVIE大戰Ultimatum》登場，由假面騎士Accel變身者照井龍的變化而成 |
| Birth            |          | Birth         | 右手     | Wizard                                        | 魔法（召喚系） | 召喚假面騎士Birth                                            | 聯動劇場版《假面騎士×假面騎士 Wizard & Fourze MOVIE大戰Ultimatum》登場，由假面騎士Birth變身者後藤慎太郎的變化而成 |
| Griffon          |          | 獅鷲          | 右手     | Beast                                         | 魔法（召喚系） | 召喚Green Griffon                                            | Green Griffon專用指環。 |
| Chimerise        |          | 奇美拉騰昇    | 右手     | Beast                                         | 魔法（召喚系） | 召喚Beast Chimera                                            | 精神世界「Underworld」中專用 |
| Cerberus         |          | 刻耳柏洛斯    | 右手     | 白色魔法使                                    | 魔法（召喚系） | 召喚Black Cerberus                                           | Black Cerberus專用指環 |
| Garuda           |          | 迦樓羅        | 右手     | 白色魔法使 / Mage                             | 魔法（召喚系） | 召喚White Garuda                                             | White Garuda專用指環 |

## 輔助工具

### 變身腰帶
- Wizard驅動器

原文： / Wizardriver
分为两种类型。
首先為Wizard的變身腰帶，中間有名為「Hand Author」的黑色手型感應裝置，使用時須戴起指環並放於裝置上感應才能發動。腰带整体呈银白色，變身時須轉換成左手。兩側的上下拉鈕則是轉換左右手的開關。
當感應裝置為左手時，只能使用必須戴於左手的指環，轉換為右手時也是。
轉變為左手時會有「Shabadobie Touch Henshin」的待機音效；轉變為右手時會有「Lupachhi Magic Touch Go」的待機音效。
除此之外，如將指環於腰帶上產生感應會有「XX Please」（XX為使用的指環）的音效，但有個別的指環如「Kick Strike」的音效會特別有所差異，必殺技的感應會有「Choiine！XX！Saiko！」（XX為使用的指環）的音效。
由於腰帶的手型感應只能感應一次，如果已經使用右手指環一次，需再由拉鈕先轉換左手再轉換右手才可繼續使用右手指環。
劇中在Wizard魔力不足的狀態下使用指環會發出「Error」的音效。
- Beast驅動器

原文： / Beast Driver
Beast的變身腰帶，正中間為一道銀色小型雙開門，內藏金色獅子頭像，門的左右兩則有魔法指環插槽。
變身時把左手指環插上後發出「Set」的音效；扭動後小型雙開門便會打開並發出「Open」音效。插上右手指環時發出「XX！Go！」（XX為使用的指環）。
在使用右手指環的狀態下再插上左手指環來發動必殺技，插上後發出「Kick Strike！Go！XX Mix！」的音效（XX為右手使用中的指環）。
消滅魅影後，利用腰帶把魔力化成魔法陣後再將其吸食，同时可以从腰带上狮子的嘴中取出武器。
- 白色魔法使驅動器

原文： / Siroi Mahoutsukai Driver
為白色魔法使、假面骑士Mage和假面骑士Sorcerer所使用的變身腰帶，与Wizard驅動器相似，上面「Hand Author」位置的邊緣線為紅色。腰带整体呈黑色，使用指環時會發出「XX Now」及「Yes！XX！Understand？」的音效，相同的指環所讀出音效亦會略有差异。

### 武器
- Wizarswordgun

原文：
Wizard與Mage的主要武器，Wizard所用的（Mage的不行）可以轉變成劍模式或槍模式。裝載的是銀製子彈，因此能對魅影造成有效的攻擊，利用甩動槍枝來進行彎曲軌道的跳彈攻擊。感應裝置「Hand Author」的边线与腰带的相同，Wizard为金色，Mage为红色。
手型魔力感應裝置「Hand Author」與戴上屬性變身指環的左手握手後，會發動該屬性的必殺技如於槍模式使出必殺技，音效為「Come On A Shooting Shake Hands」音效為「OO！Shooting Strike！XXX！」。（OO是感應的指環名稱；XX是代名，例如使用「Flame」指環會發出「HiHiHi！HiHiHi！」的音效）；劍模式的音效為「Come On A Slash Shake Hands」音效為「OO！Slash Strike！XXX！」。；對於使用右手魔法效果的指環握手後只發出音效為「OO！Please！」。

### PlaMonster（プラモンスター）
利用魔法指環召喚的使魔，召喚出來後再安裝指環才可啟動。用作偵測和蒐集情報。加上體積小而不容易被他人發現。
- Red Garuda（紅迦樓羅）

原文：
長度：104mm
幅度：145mm
高度：121mm
重量：212g
最高飛行速度：約14km/h
原型為神話中的神獸迦樓羅，召喚者為Wizard。擅長於空中活動，可握著其他PlaMonster一同飛行。
- Blue Unicorn（藍獨角獸）

原文：
長度：173mm
幅度：64mm
高度：167mm
重量：263g
最高移動速度：約30km/h
原型為神話中的神獸獨角獸，召喚者為Wizard。擅長於陸上活動，頭上的角可用作挖掘。
- Yellow Kraken（黄克拉肯）

原文：
長度：130mm
幅度：140mm
高度：110mm
重量：220g
最高移動速度：約2km/h（陸地）/約10km/h（水中）
原型為神話中的海怪克拉肯，召喚者為Wizard。擅長於水中活動，亦有獨自浮游空中的能力。
- Violet Golem（紫戈侖）

原文：
長度：128mm
幅度：120mm
高度：101mm
重量：260g
最高移動速度：約6km/h
原型為神話中的魔像，召喚者為Wizard。是所有使魔中比較有個性，因為性格害羞怕生而不適宜作偵測搜索的活動。
卻因為擅長工藝手作的方面，所以現時成為輪島繁工作的助手。
有著強力及可伸縮的前臂。
- Green Griffon（綠格里芬）

原文：
長度：164mm
幅度：175mm
高度：100mm
重量：230g
最高飛行速度：約25km/h
最高步行速度：約12km/h
原型為神話中的神獸獅鷲，召喚者為Beast。擁有強靱的四肢和長有翅膀，可作空中及陸上活動。
（註: 以上五名使魔能任意組合成為一體）
- White Garuda（白迦樓羅）

原文：
長度：104mm
幅度：145mm
高度：121mm
重量：212g
最高飛行速度：約14km/h
原型為神話中的神獸迦樓羅，召喚者為白色魔法使与Mage。
- Black Cerberus（黑刻耳柏洛斯）

原文：
長度：125mm
幅度：85mm
高度：60mm
重量：200g
最高移動速度：約45km/h
原型為神話中的冥界守門犬刻耳柏洛斯，召喚者為白色魔法使。

## 本作登場怪人

### 魅影（Phantom）
| 名字 | 外語翻譯       | 中文翻譯   | 宿主       | 簡介 | 出場話數 |
| ---- | -------------- | ---------- | ---------- | --- | -------- |
|      | Minotaur       | 彌諾陶洛斯 | 網野       | 能發出火焰彈攻擊，擁有強大怪力，擅長以頭上巨型的角做衝撞攻擊。使用武器名為「Bull Axe」的斧頭                                   | 1        |
|      | Jabberwock     | 炸脖龍     | 大門凛子   | 口中可噴出火焰，手腳為鉤狀，尾部為鐵球，如飛龍般的巨大怪物（未實體化）                                                         | 1        |
|      | 地狱犬         | 地獄犬     | 田島一夫   | 騎乘名為「Black Dog」的機車，從口中可噴出火焰和吐出光弹，使用長劍作為武器，可以與影子同化藉以藏匿於內或強行操縱目標的動作          | 2—3      |
|      | Cyclops        | 獨眼巨人   | 奈良瞬平   | 手持名為「Calamity」的鐵棒的獨眼巨大怪物（未實體化）                                                                           | 3        |
|      | Cat Sìth       | 貓妖精     | （不詳）   | 動作輕快敏捷，長有銳利的指爪及尖刺。雙手可化作利刃                                                                             | 4—5      |
|      | 地精           | 地精       | （不詳）   | 使用三頭叉作為武器，身上可射出種子攻擊，手部能挥出光环进行攻击。擅長鑽入地底活動，有靈敏的嗅覺                                 | 6—7      |
|      | 雨漏           | 滴水嘴獸   | （不詳）   | 能夠讓自己身體石化來抵禦外來攻擊                                                                                               | 10—11    |
|      | 耶夢加得       | 耶夢加得   | 片山直己   | 有五顆各自意識的蛇頭，腹部的眼睛能發射光彈，外形如蛞蝓般的巨大怪物（未實體化）                                                 | 11       |
|      | 女武神         | 女武神     | 桐谷克彌   | 使用長槍作為武器，具飛行能力，頭部能發射光箭                                                                                   | 12—13    |
|      | Lizardman      | 蜥蜴人     | 石井悟史   | 使用長劍作為武器，頭部能射出鱗片攻擊，具有強大怪力及堅硬皮甲，快速的攀爬能力                                                   | 2,14—15  |
|      | Hekatonkheires | 百臂巨人   | 達郎       | 有著六支手臂，拿著兩把槍、一把劍及一支斧頭，穿著盔甲的巨大怪物（未實體化）                                                     | 16       |
|      | 蝎狮           | 蠍獅       | （不詳）   | 使用長劍作為武器，尾部能夠注射毒液及當成鞭子來攻擊敵人，能用念力操縱塔羅牌攻擊                                                 | 17       |
|      | Hydra          | 九頭蛇     | （不詳）   | 使用長槍作為武器，擅長水中戰，自由自在操縱多條的觸手                                                                           | 18—19    |
|      | Bandersnatch   | 班德斯奈奇 | 及川博     | 有著能夠耐高溫及低溫的皮膚，鉤爪及尾部具有殺傷力，由18隻飛龍狀個體連成蛇骨狀的巨大怪物（未實體化）                             | 19       |
|      | Beelzebub      | 巴力西卜   | （不詳）   | 使用長劍作為武器，可製造空間扭曲作瞬間轉移或回饋別人攻擊，能射出針狀飛彈，使用名為「下僕」的小型使魔向目標注入魔力後操控其心智 | 20—21    |
|      | Weretiger      | 虎人       | 井川       | 使用長劍作為武器，兼具力量與速度的肉體，手部能發射衝擊波，胸口的兩隻眼睛能夠引爆衝擊                                           | 24—25    |
|      | 守宝妖精       | 守寶妖精   | （不詳）   | 兩肩上的管子能夠發射光彈，使用武器分別名為「Riddle」與「Curiosity」的盾與劍                                                    | 28—29    |
|      | Legion         | 雷吉翁     | 內藤       | 手部和头部皆能發射光彈，使用雙頭薙刀作為武器，薙刀砍在人類身上便會張開其「Underworld」的通路從而入侵                           | 30—31    |
|      | Bogies         | 惡靈妖精   | 笠原       | 使用長槍作為武器，身體可變得像幽靈般令敵方難以觸摸。可分化成多數的靈體向人類附身。可隨意操縱接近者的運氣                       | 32—33    |
|      | Argus          | 百眼巨人   | 小須田明人 | 使用長劍作為武器，頭部能發射電光，全身的眼睛能夠放出強光。可操縱分離出的多數眼球作偵測、發射光束或衝撞攻擊                     | 34—35    |
|      | 勞姆           | 勞姆       | 加賀       | 使用長槍作為武器。動作身輕如燕，具飛行能力。能化身成九官鳥的姿態活動。全身能放出火煙，從頭部可射出羽毛攻擊                     | 36—37    |
|      | Bahamut        | 巴哈姆特   | 勝村       | 擁有強韌的力量與軀體，擅長近身格鬥。雙腕及雙腳銳角能發射出光束飛刃，手部能放出火花或發射光彈，全身能爆發衝擊波                 | 38—39    |
|      | 西爾芙         | 西爾芙     | 西川       | 使用巨斧為武器。可隨意製造出強風及控制風向流動，能揮出空氣的刀刃                                                               | 40—41    |
|      | 斯芬克斯       | 斯芬克斯   | 楠田       | 使用劍或手杖為武器。口中吹出火焰後隨意控制變化火焰的形態                                                                       | 42—43    |
|      | Gigantes       | 巨靈       | 西園寺雅文 | 全身帶著能變成鐵網的鎖鏈，本體為兩支大手的巨大怪物（未實體化）                                                                 | 43       |
|      | Siren          | 塞壬       | 靜音       | 使用長矛為武器。手部能放出衝擊波或發射光束飛刃，能夠用聲音操縱人類意志                                                         | 44—45    |
|      | 阿剌克涅       | 阿剌克涅   | （不詳）   | 使用巨斧為武器。全身包裹堅硬的外骨骼，長有銳利的指爪，可以與地面同化藉以潛藏                                                   | 46—47    |
|      | 凱布利         | 甲蟲神     | （不詳）   | 更多 ： 劇場版 假面騎士Wizard in Magic Land § 登場怪人 / 敵對角色                                                              | 劇場版   |
|      | 銜尾蛇         | 銜尾蛇     | 椎名       | 更多 ： 劇場版 假面騎士Wizard in Magic Land § 登場怪人 / 敵對角色                                                              | 劇場版   |
|      | Drake          | 德雷克     | 奧瑪大臣   | 更多 ： 劇場版 假面騎士Wizard in Magic Land § 登場怪人 / 敵對角色                                                              | 劇場版   |
|      | 食人魔         | 食人魔     | 大須賀     | 更多 ： 幪面超人×幪面超人 鎧武 & Wizard 天下決勝之戰國MOVIE大合戰 § 登場怪人 / 敵對角色                                        | 劇場版   |

#### 幹部級魅影
卡巴克魯（替身演出：渡邊淳、CV：古川登志夫、池田成志 /  香港配音：招世亮）
宿主身份：笛木奏
原型為西方神話的幻獸寶石獸（Carbuncle）
能夠自行生產魔寶石。 能吸收目标身上的魔力。
剧中被称为贤者，唯一利用科學所研製出來的人造魅影。
美杜莎（メデューサ）（替身演出：小倉敏博、CV：中山繪梨奈 /  香港配音：成瑤孆）
宿主身份：美紗
原型為希臘神話魔獸（Medusa）
使用手杖「Arrogant」作主要武器，擅長搜尋身負強大魔力的人類。
蛇髮可用作纏繞目標後再抽取其身上的魔力。
眼睛向對方目光交投後都會使其立即石化。
菲尼克斯（フェニックス）（替身演出：渡邊淳、CV：篤海 /  香港配音：锺见麟）
宿主身份：雄吾
原型為傳說中的幻獸（Phoenix）
戰鬥能力極高，擁有死後再生的能力。
死亡過後重生次數愈多，綜合力量會層遞增強及再生速度愈快。
使用具有極強破壞力的巨劍「Catastrophe」作主要武器。
能自由操控名為「地獄之業火」的火焰，使用水系屬性魔法也難以撲熄，火焰亦可化成雙翼的形態用作空中飛行。
葛雷姆林（グレムリン）（替身演出：岡田和也、CV：前山剛久 /  香港配音：林筠翔）
宿主身份：空
原型為西方神話神秘生物小魔怪（Gremlin）
使用雙刀「Rapture」作主要武器，行動力敏捷迅速。
身體可隨意穿透於地下以及牆壁。
使用賢者之石進化後的形態綜合戰鬥力大幅增強，可放出強大魔力衝擊波及魔力彈。

#### 食屍鬼（Ghoul）
原文：
從魔石量產出的魅影雜兵級怪人。
擁有人類有所不及的戰鬥能力，相反智慧思考方面卻異常地低。普通武器（如槍械）無法對其作出傷害。
以雙頭叉為主要武器，手部可疾射出高熱的石頭。

## 播放列表
以下時間以當地時間（日本時間）為準
| 日本播放   | 香港播放   | 話數          | 日本原文標題 | 中文標題       | 登場敵方怪人（日本CV / 香港配音）                                   | 關東收視率 | 編劇                | 監督       |
| ---------- | ---------- | ------------- | ------------ | -------------- | ------------------------------------------------------------------- | ---------- | ------------------- | ---------- |
| 2012/9/2   | 2015/6/6   | 01            |              |                | - 彌諾陶洛斯（CV：RIKIYA / 鄧志堅） - 炸脖龙                        | 7.1%       | きだつよし          | 中澤祥次郎 |
| 2012/9/9   | 2015/6/13  | 02            |              |                | - 地獄犬（CV：金剛地武志/李錦綸） - 蜥蜴人<第2話> - 獨眼巨人<第3話> | 7.8%       | きだつよし 香村純子 | 中澤祥次郎 |
| 2012/9/16  | 2015/6/27  | 03            |              | 變身！現場直播 | - 地獄犬（CV：金剛地武志/李錦綸） - 蜥蜴人<第2話> - 獨眼巨人<第3話> | 6.4%       | きだつよし 香村純子 | 中澤祥次郎 |
| 2012/9/23  | 2015/7/4   | 04            |              |                | - 貓妖精（CV：Bernard Ackah/劉昭文）                                | 6.6%       | きだつよし          | 諸田敏     |
| 2012/9/30  | 2015/7/11  | 05            |              |                | - 貓妖精（CV：Bernard Ackah/劉昭文）                                | 6.7%       | きだつよし          | 諸田敏     |
| 2012/10/7  | 2015/7/18  | 06            |              |                | - 地精（CV：金安慶行/馮錦堂）                                       | 5.4%       | 香村純子            | 舞原賢三   |
| 2012/10/14 | 2015/7/25  | 07            |              | 為了買下回憶   | - 地精（CV：金安慶行/馮錦堂）                                       | 7.1%       | 香村純子            | 舞原賢三   |
| 2012/10/21 | 2015/8/1   | 08            |              | 新的魔寶石     | - 菲尼克斯（CV：篤海/锺见麟）                                       | 6.5%       | 香村純子            | 中澤祥次郎 |
| 2012/10/28 | 2015/8/8   | 09            |              |                | - 菲尼克斯（CV：篤海/锺见麟）                                       | 6.8%       | 香村純子            | 中澤祥次郎 |
| 2012/11/11 | 2015/8/15  | 10            |              |                | - 滴水嘴獸（CV：山地健仁/招世亮） - 耶夢加得<第11話>                | 5.4%       | きだつよし          | 諸田敏     |
| 2012/11/18 | 2015/8/22  | 11            |              |                | - 滴水嘴獸（CV：山地健仁/招世亮） - 耶夢加得<第11話>                | 6.3%       | きだつよし          | 諸田敏     |
| 2012/11/25 | 2015/8/29  | 12            |              | 希望的和菓子   | - 女武神（CV：杉林功/劉昭文）                                       | 5.7%       | 香村純子            | 田崎龍太   |
| 2012/12/2  | 2015/9/5   | 13            |              |                | - 女武神（CV：杉林功/劉昭文）                                       | 6.4%       | 香村純子            | 田崎龍太   |
| 2012/12/9  | 2015/9/12  | 14            |              |                | - 蜥蜴人（CV：植田圭輔/周倚天）                                     | 5.6%       | 香村純子            | 舞原賢三   |
| 2012/12/16 | 2015/9/19  | 15            |              |                | - 蜥蜴人（CV：植田圭輔/周倚天）                                     | 5.1%       | 香村純子            | 舞原賢三   |
| 2012/12/23 | 2015/10/3  | 16            |              |                | - 菲尼克斯（CV：篤海/锺见麟） - 百臂巨人                            | 5.4%       | きだつよし          | 中澤祥次郎 |
| 2013/1/6   | 2015/10/10 | 17            |              |                | - 蠍獅（CV：赤星昇一郎/劉昭文）                                     | 4.0%       | きだつよし          | 中澤祥次郎 |
| 2013/1/13  | 2015/10/17 | 18            |              |                | - 九頭蛇（CV：中川素州/李致林） - 班德斯奈奇<第19話>                | 5.2%       | きだつよし          | 諸田敏     |
| 2013/1/20  | 2015/10/24 | 19            |              |                | - 九頭蛇（CV：中川素州/李致林） - 班德斯奈奇<第19話>                | 5.7%       | きだつよし          | 諸田敏     |
| 2013/1/27  | 2015/10/31 | 20            |              | 接近真相       | - 巴力西卜（CV：IZAM）                                              | 6.1%       | 香村純子            | 石田秀範   |
| 2013/2/3   | 2015/11/7  | 21            |              |                | - 巴力西卜（CV：IZAM）                                              | 6.5%       | 香村純子            | 石田秀範   |
| 2013/2/10  | 2015/11/14 | 22            |              |                | - 菲尼克斯（CV：篤海/锺见麟）                                       | 6.6%       | きだつよし          | 中澤祥次郎 |
| 2013/2/17  | 2015/11/21 | 23            |              | 決戰           | - 菲尼克斯（CV：篤海/锺见麟）                                       | 6.9%       | きだつよし          | 中澤祥次郎 |
| 2013/2/24  | 2015/11/28 | 24            |              |                | - 虎人（CV：虎島キンゴロウ/劉奕希）                                 | 6.1%       | 香村純子            | 舞原賢三   |
| 2013/3/3   | 2015/12/5  | 25            |              |                | - 虎人（CV：虎島キンゴロウ/劉奕希）                                 | 6.0%       | 香村純子            | 舞原賢三   |
| 2013/3/10  | 2015/12/12 | 26            |              |                | - 美杜莎（CV：中山繪梨奈/成瑤孆）                                   | 7.0%       | きだつよし          | 諸田敏     |
| 2013/3/17  | 2015/12/19 | 27            |              |                | - 美杜莎（CV：中山繪梨奈/成瑤孆）                                   | 5.8%       | きだつよし          | 諸田敏     |
| 2013/3/24  | 2016/1/2   | 28            |              |                | - 守寶妖精（CV：こっとん健児/張錦江）                               | 6.0％      | 香村純子            | 中澤祥次郎 |
| 2013/3/31  | 2016/1/9   | 29            |              | 進化的野獸     | - 守寶妖精（CV：こっとん健児/張錦江）                               | 6.3%       | 香村純子            | 中澤祥次郎 |
| 2013/4/7   | 2016/1/16  | 30            |              |                | - 雷吉翁（CV：村田充/蘇強文）                                       | 7.1%       | きだつよし          | 柴崎貴行   |
| 2013/4/14  | 2016/1/23  | 31            |              |                | - 雷吉翁（CV：村田充/蘇強文）                                       | 5.4%       | きだつよし          | 柴崎貴行   |
| 2013/4/21  | 2016/1/30  | 32            |              |                | - 惡靈妖精（CV：やべけんじ/李凱傑）                                 | 5.3%       | 石橋大助            | 石田秀範   |
| 2013/4/28  | 2016/2/13  | 33            |              |                | - 惡靈妖精（CV：やべけんじ/李凱傑）                                 | 5.4%       | 石橋大助            | 石田秀範   |
| 2013/5/5   | 2016/2/20  | 34            |              |                | - 百眼巨人（CV：城咲仁/周倚天）                                     | 4.9%       | きだつよし          | 舞原賢三   |
| 2013/5/12  | 2016/2/27  | 35            |              |                | - 百眼巨人（CV：城咲仁/周倚天）                                     | 6.5%       | きだつよし          | 舞原賢三   |
| 2013/5/19  | 2016/3/12  | 36            |              |                | - 勞姆（CV：穴井勇輝）                                              | 6.6%       | 石橋大助            | 諸田敏     |
| 2013/5/26  | 2016/3/19  | 37            |              |                | - 勞姆（CV：穴井勇輝）                                              | 6.5%       | 石橋大助            | 諸田敏     |
| 2013/6/2   | 2016/4/2   | 38            |              |                | - 巴哈姆特（CV：佳本周也/周倚天）                                   | 6.8%       | きだつよし          | 石田秀範   |
| 2013/6/9   | 2016/4/9   | 39            |              |                | - 巴哈姆特（CV：佳本周也/周倚天）                                   | 6.7%       | きだつよし          | 石田秀範   |
| 2013/6/23  | 2016/4/16  | 40            |              |                | - 西爾芙（CV：粟根誠/李錦綸）                                       | 6.4%       | 香村純子            | 舞原賢三   |
| 2013/6/30  | 2016/4/23  | 41            |              |                | - 西爾芙（CV：粟根誠/李錦綸）                                       | 5.7%       | 香村純子            | 舞原賢三   |
| 2013/7/7   | 2016/4/30  | 42            |              |                | - 斯芬克斯（CV：顔田顔彦/梁偉德） - 巨靈<第43話>                    | 5.5%       | きだつよし          | 諸田敏     |
| 2013/7/14  | 2016/5/7   | 43            |              |                | - 斯芬克斯（CV：顔田顔彦/梁偉德） - 巨靈<第43話>                    | 5.7%       | きだつよし          | 諸田敏     |
| 2013/7/21  | 2016/5/14  | 44            |              |                | - 塞壬（CV：太田彩乃/何璐怡）                                       | 5.7%       | 香村純子            | 石田秀範   |
| 2013/7/28  | 2016/5/21  | 45            |              |                | - 塞壬（CV：太田彩乃/何璐怡）                                       | 5.6%       | 香村純子            | 石田秀範   |
| 2013/8/4   | 2016/5/28  | 46            |              |                | - 阿剌克涅（CV：桐井大介/無法確認）                                 | 3.7%       | 香村純子            | 舞原贤三   |
| 2013/8/11  | 2016/6/4   | 47            |              |                | - 阿剌克涅（CV：桐井大介/無法確認）                                 | 4.3%       | 香村純子            | 舞原贤三   |
| 2013/8/18  | 2016/6/11  | 48            |              | 贤者之石       | - 假面騎士wiseman（CV：池田成志/招世亮）                            | 5.3%       | きだつよし          | 诸田敏     |
| 2013/9/1   | 2016/6/18  | 49            |              |                | - 假面騎士wiseman（CV：池田成志/招世亮）                            | 5.6%       | きだつよし          | 诸田敏     |
| 2013/9/8   | 2016/6/25  | 50            |              |                | - 假面騎士wiseman（CV：池田成志/招世亮）                            | 5.5%       | きだつよし          | 中澤祥次郎 |
| 2013/9/15  | 2016/7/2   | 51 （最終話） |              | 最后的希望     | - 葛雷姆林（CV：前山剛久/林筠翔）                                   | 5.2%       | きだつよし          | 中澤祥次郎 |
| 特別篇     |            |               |              |                |                                                                     |            |                     |            |
| 2013/9/22  | 2016/7/9   | 52            |              |                | - 阿瑪達姆（CV：田口トモロヲ/朱子聰）                               | 5.3%       | 會川昇              | 石田秀範   |
| 2013/9/29  | 2016/7/16  | 53            |              |                | - 阿瑪達姆（CV：田口トモロヲ/朱子聰）                               | 5.8%       | 會川昇              | 石田秀範   |

## 音樂

### 主題曲
- 『Life is SHOW TIME』

作詞：藤林聖子 / 作／編曲：Tatsuo / 歌：鬼龍院翔（Golden Bomber）

### 插曲
「Mystic Liquid」 （第3話、第4話、第15話）
- 演唱：KAMEN RIDER GIRLS
- 作詞：藤林聖子
- 作／編曲：Ryo

「Last Engage」 （第4話、第10話）
- 演唱：KAMEN RIDER GIRLS
- 作詞：藤林聖子
- 作／編曲：Ryo

「Blessed wind」 （第5話、第13話）
- 演唱：RIDER CHIPS
- 作詞：藤林聖子
- 作／編曲：野村義男（日语：野村義男）

「Strength of the earth」 （第6話、第7話、第10話、第17話）
- 演唱／編曲：RIDER CHIPS
- 作詞：藤林聖子
- 作曲：野村義男（日语：野村義男）

「Just the Beginning」 （第9話、第12話）
- 演唱：KAMEN RIDER GIRLS
- 作詞：藤林聖子
- 作／編曲：AYANO（日语：AYANO!）

「BEASTBITE」 （第17話～第19話、第34話）
- 演唱／編曲：RIDER CHIPS
- 作詞：藤林聖子
- 作曲：野村義男（日语：野村義男）

「alteration」 （第26話）
- 演唱：KAMEN RIDER GIRLS
- 作詞：藤林聖子
- 作／編曲：鳴瀬シュウヘイ（日语：鳴瀬シュウヘイ）

「Missing piece」 （第31話、第32話、第37話、第39話、第45話）
- 演唱：KAMEN RIDER GIRLS
- 作詞：藤林聖子
- 作／編曲：Ryo

## 其他相關媒體

### 本作特別篇
TV版緊接第51話所附加的兩話特別篇。
故事背景為第51話事件過後，在旅程途中的操真晴人，突然聽到不知從何而來的聲音過後，被帶到魔寶石之中所存在的世界。
在魔寶石的世界，到了一定歲數就會變成怪人，但也有不會變成怪人的人，少年少女與其相處久了後，漸漸對於變成怪人一事感到恐懼，想要逃脫出這個世界，不希望變成怪人。

#### 特別篇登場假面騎士
- 假面骑士鎧武
  - Orange Arms
- 假面骑士Wizard
  - Infinity Style
  - All Dragon
  - Land Dragon
  - Hurricane Dragon
  - Water Dragon
  - Flame Dragon
  - Land Style
  - Water Style
  - Flame Style
- 假面骑士Beast
- 假面骑士Fourze（CV：福士苍汰）
  - Cosmic States
  - Rocket States
  - Elek States
  - Base States
- 假面骑士OOO
  - Super TaToBa COMBO
  - PuToTyra COMBO
  - TaToBa COMBO
- 假面骑士W（CV：桐山涟）
  - Cyclone Joker Xtreme
  - Luna Trigger
  - Heat Metal
  - Cyclone Joker

- 假面骑士DECADE
  - 最強Complete Form
  - 通常形態
- 假面骑士KIVA
  - Emperor Form
  - Kiva Form
- 假面骑士電王（CV：關俊彥）
  - Liner Form
  - Sword Form
- 假面骑士KABUTO
  - Hyper Form
  - Rider Form
- 假面骑士響鬼（CV：细川茂树）
  - Armor Form
  - 響鬼紅
  - 通常形態
- 假面骑士劍
  - King Form
  - Jack Form
  - 通常形態

- 假面骑士555（CV：半田健人）
  - Blaster Form
  - Axel Form
  - 通常形態
- 假面骑士龍騎
  - Survive Form
  - 通常形態
- 假面骑士顎門
  - Shining Form
  - Ground Form
- 假面骑士空我
  - Rising-Ultimate Form
  - Mighty Form

### 劇場版
- 《假面騎士Fourze THE MOVIE 大家的宇宙來了!》（2012年8月4日上映）
- 《假面騎士×假面騎士 Wizard & Fourze MOVIE大戰Ultimatum》（2012年12月8日上映）
- 《假面騎士×超級戰隊×宇宙刑事 超級英雄大戰Z》（2013年4月27日上映）
- 《劇場版 假面騎士Wizard in Magic Land》（2013年8月3日上映）
- 《假面騎士×假面騎士 鎧武 & Wizard 天下決勝之戰國MOVIE大合戰》（2013年12月14日上映）
- 《平成騎士對昭和騎士 假面騎士大戰 feat.超級戰隊》（2014年3月29日上映）
- 《假面騎士平成Generations Dr.Pac-Man對EX-AID&Ghost with 傳說騎士》（2016年12月10日上映）

### 劇集
- 《假面騎士Fourze》

第48話，操真晴人登場。
- 《假面騎士ZI-O》

第7-8話，假面騎士Beast/仁藤攻介登場。

### 映像商品化
- TV劇集從2013年2月21日起，每卷4話以Blu-ray及DVD每月順序發行。

### 電視遊戲
- 《All Rider － Rider Generation2（日语：オール仮面ライダー ライダージェネレーション）》（2012年8月2日發行）
- 《假面騎士 超（Super）Climax Heroes》（2012年11月29日發行）
- 《假面騎士 Battride War》（2013年5月23日發行）
- 《假面騎士：Travelers戰記》（2013年11月28日發行）

### 網路電影
- 《網絡版 幪面超人×超級戰隊×宇宙刑事 超級英雄大戰乙！～Heroo！知識～會解決你的煩惱！》

2013年4月12日東映特撮BB的テレ朝動画的付費配信，也可以說是電影《幪面超人×超級戰隊×宇宙刑事 超級英雄大戰Z》本篇外所附帶的特別番外篇。
- 《網絡版 - 幪面超人Wizard in 真的嗎！？Land》

2013年7月12日東映特撮BB的テレ朝動画的付費配信，也可以說是電影《劇場版 假面騎士Wizard in Magic Land》本篇外所附帶的特別番外篇。

### 網路劇
- 《假面騎士JEANNE&假面騎士AGUILERA with Girls Remix》


大門凜子登場。

### 超戰鬥DVD
- 《假面騎士Wizard Dance指環齊來Show Time》


月刊雜誌《てれびくん》2013年6月號隨書附送的特別篇DVD。

## 超級英雄時間關連項目
- 2012秋《特命戰隊Go Busters》（第28-50集）
- 2013春《獸電戰隊強龍者》（第1-31集）

## 海外播映
| 香港 無綫電視翡翠台 星期六 11:15-11:50 2015年6月20日、9月26日、12月26日、2016年2月6日、3月5日、3月26日停播 2016年5月14日 10:15-10:45 | 香港 無綫電視翡翠台 星期六 11:15-11:50 2015年6月20日、9月26日、12月26日、2016年2月6日、3月5日、3月26日停播 2016年5月14日 10:15-10:45 | 香港 無綫電視翡翠台 星期六 11:15-11:50 2015年6月20日、9月26日、12月26日、2016年2月6日、3月5日、3月26日停播 2016年5月14日 10:15-10:45 |
| --- | --- | --- |
| | （2015年6月6日 ﹣2016年7月16日） | |
| （2014年6月28日 ﹣2015年5月30日） | （2016年7月23日 ﹣2017年7月29日） | |

## 外部連結
- 《假面騎士Wizard》朝日官方網站（页面存档备份，存于）（日語）（因朝日電視台清除網站下失連）
- 《假面騎士Wizard》東映官方網站 （页面存档备份，存于）（日語）
- Wizard 介紹（Ban Dai Hong Kong） （页面存档备份，存于）
- Wizard－TVB官方網站（繁體中文） （页面存档备份，存于）